# Bleeding Heart
Bleeding Heart – pośmiertny album koncertowy amerykańskiego muzyka Jimiego Hendrixa, zawierający nagranie z sesji jam, 18 marca 1968 roku w klubie the Scene w Nowym Jorku. Został wydany na niezliczonej ilości bootlegach aż do roku 1994, kiedy został wydany oficjalnie przez wytwórnię Castle. Ten koncert słynie z gościnnego udziału wokalnego i muzycznego Jima Morrisona, wokalisty i frontmana zespołu the Doors.

## Lista utworów
1. "Red House" – 10:57
2. "Woke Up This Morning and Found Myself Dead" – 8:05
3. "Bleeding Heart" (feat. Jim Morrison) – 12:29
4. "Morrison's Lament" (feat. Jim Morrison) – 3:30
5. "Tomorrow Never Knows" (feat. Jim Morrison) – 5:11
6. "Uranus Rock" (feat. Jim Morrison) – 3:11
7. "Outside Woman Blues" – 8:03
8. "Sunshine of Your Love" – 2:16